# Грюн, Марцел
Марцел Грюн (чеш. Marcel Grün, 20 ноября 1946, Хеб — 2 ноября 2020[…], Прага) — чехословацкий и чешский астроном, популяризатор астрономии и космонавтики. Почётный гражданин Праги (2018).

## Биография
Марцел Грюн родился 20 ноября 1946 года в чехословацком городе Хеб.
Окончил машиностроительный факультет Чешского технического университета и аспирантуру по педагогике.
С детства стал интересоваться астрономией и космонавтикой. В 15-летнем возрасте стал работать демонстратором в обсерватории имени Штефаника в Праге. В 1960-е годы входил в неофициальный клуб Space, в котором состояли эксперты космонавтики.
В 1967 году начал работать в Пражском планетарии. Здесь сосредоточился на вопросах космонавтики, сделал значительный вклад в разработку этого направления. Был участником студенческого проекта «Перун» и исследования солнечного паруса, которые победили в международных студенческих конкурсах.

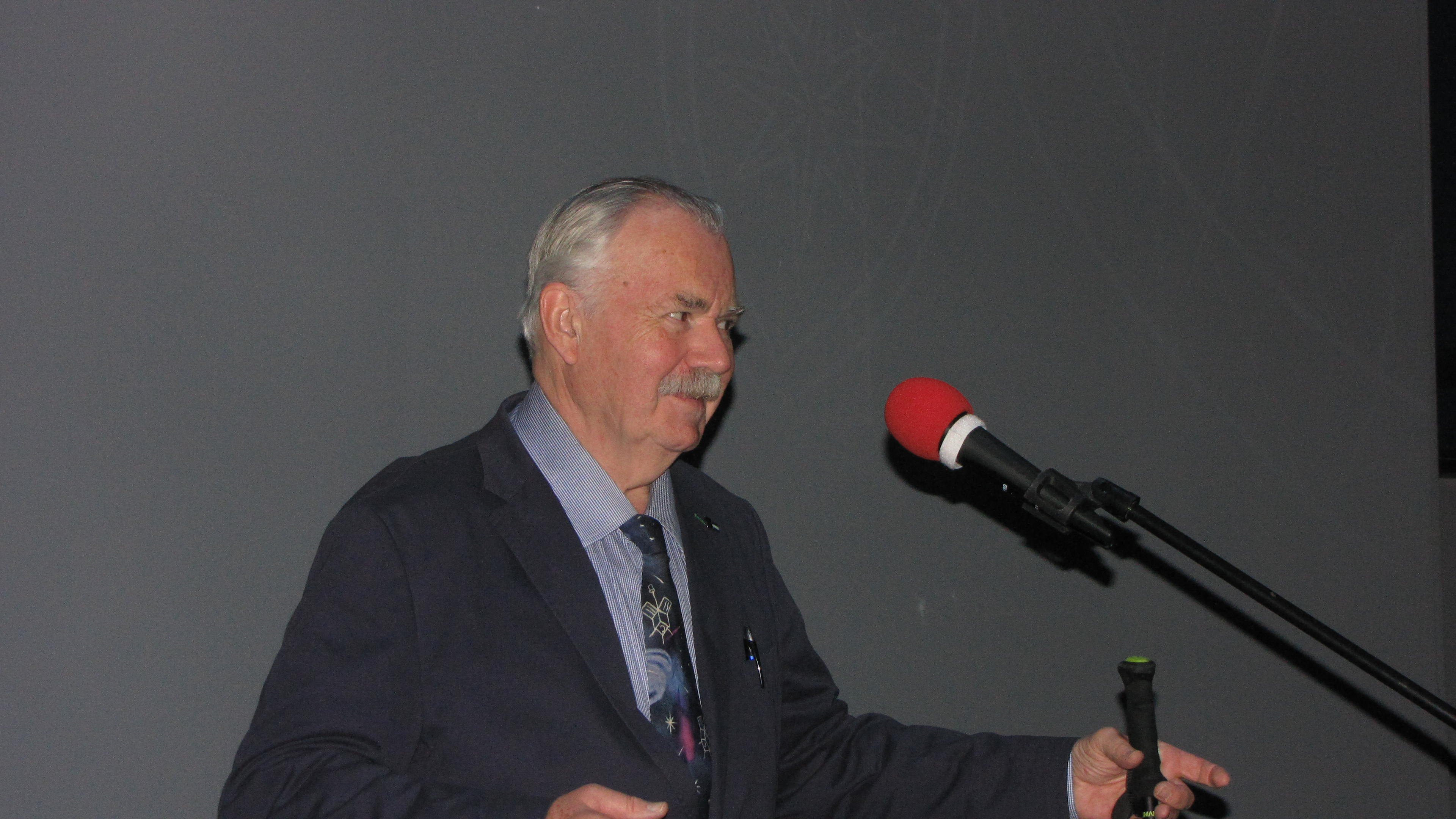
Марцел Грюн выступает при передаче полномочий руководителя обсерватории и планетария Праги, январь 2018 года

Грюн входил в состав многих чехословацких, чешских и международных организаций, связанных с астрономией и космонавтикой. В частности, он был членом Чешского астрономического общества, где до 2006 года руководил отделом астронавтики. Входил в совет по космической деятельности при Министерстве образования, молодёжи и спорта Чехии. В 2003 году был одним из основателей Чешского космического управления, возглавлял его наблюдательный совет. Был председателем Ассоциации обсерваторий и планетариев.
В 2000 году стал одним из инициаторов объединения пражских обсерватории и планетария. В течение 17 лет Грюн руководил объединением, покинув пост в январе 2018 года и уступив его Якубу Розегналу.
В 2013 году был награждён Почётной медалью Войтеха Напрстека, присуждаемой Академией наук Чехии за вклад в развитие науки.
В 2018 году в знак особого уважения и признания выдающихся заслуг в области популяризации астрономии и космических исследований был удостоен звания почётного гражданина Праги.
Умер 2 ноября 2020 года в Праге.

## Литературная деятельность
Популяризаторская работа Грюна была обширной и разнообразной. Самостоятельно и вместе с другими авторами он написал ряд книг, обзоров, энциклопедических статей, сценариев программ, пособий для преподавателей и сотрудников обсерваторий и планетариев. Регулярно выступал в прессе, на радио и телевидении, читал лекции. Был одним из зачинателей интернет-каталога спутников и космических зондов Space 40.
В 1970-1980-х годах сотрудничал с Чехословацким фандомом, объединявшим поклонников научной фантастики.

## Память
В 1997 году астероид 10403, открытый Яной Тихой и Милошем Тихим в обсерватории Клеть, получил название Марсельгрюн.